# 黑針尾雨燕屬
黑針尾雨燕屬，是雨燕目雨燕科下的一個屬。本屬物種分佈於非洲，目前下屬2個物種。

## 命名歷史
本屬由澳洲鳥類學家格雷戈里·馬修斯於1918年描述。其模式種指定為，即現今的斑喉刺尾雨燕。其屬名古希臘語的（「完成、達成」之意）、（「荊棘」之意）及（「尾巴」之意）組成。

## 下屬物種
本屬包含以下物種：
- 斑喉刺尾雨燕 Telacanthura ussheri (Sharpe, 1870)
- 黑刺尾雨燕 Telacanthura melanopygia (Chapin, 1915)

## 外部連結
- 维基共享资源上的相關多媒體資源：黑針尾雨燕屬
- 維基物種上的相關：黑針尾雨燕屬